# Hongaddi, Kushtagi
Hongaddi là một làng thuộc tehsil Kushtagi, huyện Koppal, bang Karnataka, Ấn Độ.